# 264119 Georgeorton
264119 Georgeorton è un asteroide troiano di Giove del campo greco. Scoperto nel 2009, presenta un'orbita caratterizzata da un semiasse maggiore pari a 5,2977646 au e da un'eccentricità di 0,0634979, inclinata di 26,08070° rispetto all'eclittica.